# Sivasspor
Maillots
Le Sivasspor Kulübü est un club turc de football basé à Sivas.
En 2007-2008, deux ans après sa montée, le club surprend tout le monde en jouant le titre en championnat jusque dans les dernières journées, décrochant finalement un billet pour l’Europe.
Il est progressivement devenu une des équipes majeures du championnat et est une des cinq équipes turques à avoir remporté au moins 23 matches de championnat en une saison.

## Histoire

### 2007-2009
Tout au long de la saison 2007-2008, le Sivasspor tient la dragée haute aux grands d’Istanbul, avant de perdre tout espoir de titre en fin de saison face au Fenerbahce SK.
Il termine finalement quatrième (avec le même nombre de points que le deuxième et le troisième et obtient son billet pour la Coupe Intertoto la saison suivante. 
Cette campagne européenne prendra fin face à Braga* (0-2* / 3*-0) au troisième tour.
Lors de la saison 2008-2009, Sivasspor reste en tête jusqu’à trois journées de la fin, laissant le fauteuil de leader au Besiktas JK. La deuxième place permet néanmoins au club de se qualifier pour le troisième tour préliminaire de la Ligue des champions de l'UEFA 2009-2010 mais il se heurte lourdement contre le club belge d’Anderlecht dès le match aller, en perdant 5 buts à 0. Au match retour, Sivasspor gagne 3 buts à 1 mais l’équipe est éliminée et joue les playoffs de l’Europa Ligue contre le Shaktior Donetsk face à qui elle sera aussi éliminée.

### Depuis 2009
Le club termine 15e du classement de la saison 2009-2010.
Après une relégation en 1. Lig en 2016, Sivasspor est sacré champion l'année suivante et remonte en première division.

### 2022
Vainqueur de la coupe de Turquie, Sivasspor décroche le billet pour l'Europa League pour la troisième fois consécutive depuis 2019, une première pour un club anatolien.

## Dates clés
- 1967 : Fondation du club
- 2005 : Champion de Division 2
- 2005 : Passage de l’équipe en Süper Lig
- 2008 : Première participation à une compétition européenne (Coupe Intertoto 2008)
- 2009 : Première participation à la Ligue des champions de l'UEFA (élimination en barrages face au RSC Anderlecht)
- 2009 : Première participation à la Ligue Europa (élimination en barrages face au FC Chakhtar Donetsk)
- 2016 : Relégation en Division 2
- 2017 : Champion de Division 2
- 2022 : Vainqueur de la Coupe de Turquie

## Bilan sportif

### Palmarès
| Compétitions nationales | Compétitions internationales |
| - Championnat de Turquie : - Vice-champion : 2009 - Championnat de Turquie de deuxième division (2) : - Vainqueur : 2004 et 2017 - Coupe de Turquie (1) : - Vainqueur : 2022 - Supercoupe de Turquie : - Finaliste : 2022 | - Néant                      |

### Parcours en championnat
- Championnat de Turquie : 2005-2016, 2017-
- Championnat de Turquie de deuxième division : 1967-1983, 1984-1986, 1999-2005, 2016-2017
- Championnat de Turquie de troisième division : 1986-1999

### Bilan européen
Note : dans les résultats ci-dessous, le score du club est toujours donné en premier.
| Saison    | Compétition             | Tour                | Club              | Domicile | Extérieur | Total     |
| --------- | ----------------------- | ------------------- | ----------------- | -------- | --------- | --------- |
| 2008      | Coupe Intertoto         | Deuxième tour       | Grbalj Radanovići | 1 - 0    | 2 - 2     | 3 - 2     |
| 2008      | Coupe Intertoto         | Troisième tour      | SC Braga          | 0 - 2    | 0 - 3     | 0 - 5     |
| 2009-2010 | Ligue des champions     | Troisième tour Q    | RSC Anderlecht    | 3 - 1    | 0 - 5     | 3 - 6     |
| 2009-2010 | Ligue des champions     | Barrages Q          | Chakhtar Donetsk  | 0 - 3    | 0 - 2     | 0 - 5     |
| 2020-2021 | Ligue Europa            | Groupe I            | Villarreal CF     | 3 - 5    | 0 - 1     | Troisième |
| 2020-2021 | Ligue Europa            | Groupe I            | Qarabağ FK        | 2 - 0    | 3 - 2     | Troisième |
| 2020-2021 | Ligue Europa            | Groupe I            | Maccabi Tel-Aviv  | 1 - 2    | 0 - 1     | Troisième |
| 2021-2022 | Ligue Europa Conférence | Deuxième tour Q     | Petrocub Hîncești | 1 - 0    | 1 - 0     | 2 - 0     |
| 2021-2022 | Ligue Europa Conférence | Troisième tour Q    | Dinamo Batoumi    | 1 - 1 ap | 2 - 1     | 3 - 2     |
| 2021-2022 | Ligue Europa Conférence | Barrages Q          | FC Copenhague     | 1 - 2    | 0 - 5     | 1 - 7     |
| 2022-2023 | Ligue Europa            | Barrages Q          | Malmö FF          | 0 - 2    | 1 - 3     | 1 - 5     |
| 2022-2023 | Ligue Europa Conférence | Groupe G            | Slavia Prague     | 1 - 1    | 1 - 1     | Premier   |
| 2022-2023 | Ligue Europa Conférence | Groupe G            | CFR Cluj          | 3 - 0    | 1 - 0     | Premier   |
| 2022-2023 | Ligue Europa Conférence | Groupe G            | KF Ballkani       | 3 - 4    | 2 - 1     | Premier   |
| 2022-2023 | Ligue Europa Conférence | Huitièmes de finale | ACF Fiorentina    | 1 - 4    | 0 - 1     | 1 - 5     |

Légende
- Victoire ou qualification pour le tour suivant
- Match nul
- Défaite ou élimination de la compétition

## Personnalités du club

### Anciens joueurs
- Roberto Carlos
- Carl Medjani
- Aatif Chahechouhe
- Manuel da Costa
- Mehmet Yıldız
- Musa Aydın
- Abdurrahman Dereli
- Ziya Erdal
- Raymond Kalla
- Hervé Tum
- Karim Saidi
- Michael Petkovic
- Pini Balili
- Yannick Kamanan
- Kanfory Sylla
- Michael Eneramo
- Kamil Grosicki
- Robinho
- Arouna Koné
- Max Gradel